# Zoe Fleck
Zoe Jenellen Fleck (Los Angeles, 29 settembre 2000) è una pallavolista statunitense, libero della LOVB Austin.

## Carriera

### Club
La carriera di Zoe Fleck inizia nei tornei scolastici californiani, ai quali partecipa con la Sierra Canyon School. Dopo il diploma è di scena nella lega universitaria NCAA Division I, giocando per un biennio con la UC Santa Barbara (2018-2019) e poi per altrettanto tempo con la UC Los Angeles (2020-2021), prima di trasferirsi alla Texas nel 2022, conquistando il titolo nazionale con le Longhorns, e ricevendo qualche riconoscimento individuale.
Nel gennaio 2023 firma il suo primo contratto da professionista in Germania, dove partecipa alla seconda parte della 1. Bundesliga del 2022-23 con il Münster, dove resta anche nell'annata seguente. Torna poi in patria per partecipare alla prima edizione della League One Volleyball con la LOVB Austin, con cui si aggiudica il titolo nazionale.

### Nazionale
Nel 2023 debutta nella nazionale statunitense, vincendo la medaglia di bronzo alla Coppa panamericana e l'oro alla NORCECA Final Six, a cui segue la vittoria dell'argento alla Coppa panamericana 2024.

## Palmarès

### Club
- NCAA Division I: 1

2022
- LOVB: 1

2025

### Nazionale (competizioni minori)
- Coppa panamericana 2023
- NORCECA Final Six 2023
- Coppa panamericana 2024

### Premi individuali
- 2021 - All-America Third Team
- 2022 - All-America First Team
- 2022 - NCAA Division I: Austin Regional All-Tournament Team